# بيفل كريلوف
بيفل كريلوف هو لاعب كرة قدم روسي في مركز الدفاع، ولد في 27 أغسطس 1986 في موسكو في روسيا. لعب مع شينيك ياروسلافل.

## وصلات خارجية
- بيفل كريلوف على موقع Soccerway.com (الإنجليزية)